# Bristol 450
Chronologie des modèles
La Bristol 450 est une automobile de compétition conçue et engagée par le département compétition de Bristol au début des années 1950. 
Elle fut engagée en classe 1501 à 2 000 cm3 en endurance, principalement aux 24 Heures du Mans et aux 12 Heures de Reims. Elle connut une carrière sportive de 3 ans (de 1953 à 1955). La voiture fut construite sur un châssis conçu par Robert von Eberan Eberhorst et David Hodkin pour ERA (English Racing Automobiles), selon certaines sources, quatre châssis : trois exemplaires destinés à la course et un mulet (voiture d’essais) auraient été construits.

## Description

### Moteur
Le moteur de la Bristol 450 est une version copiée du moteur de la BMW 328. 
En 1953, les Bristol 450 bénéficiaient de la version course du traditionnel 6 cylindres en ligne de 1 979 cm3. Le moteur développait environ 140 ch à 6 000 tr/min. La puissance fut portée à 155 ch en 1954 (permettant une vitesse de pointe de 230 km/h). En 1955 la puissance approche 160 ch. Le moteur était alimenté par trois carburateurs doubles corps.

### Châssis et carrosserie
La voiture utilisait un châssis tubulaire en acier. Ce châssis trouvait ses origines dans un châssis tubulaire en magnésium du constructeur ERA. Les réservoirs de carburant se situaient sur les côtés du moteur.
La carrosserie a évolué tout au long de la carrière de la voiture. Elle fut conçue et développée au sein du département aviation de la marque. Testée en soufflerie, la voiture présente deux grandes dérives encadrant la lunette arrière. Les concepteurs avaient opté pour un coupé pour les deux premières saisons. Pour la saison 1954 la voiture reçoit un nouvel avant plus aérodynamique. Pour la saison 1955 les voitures sont converties en spider à simple dérive derrière l'appuie-tête. Cette solution allait faire gagner une vingtaine de km/h à la voiture. Ses qualités aérodynamiques l'avaient rendue très rapide et stable à hautes vitesses.

### Freins et suspensions
Durant toute la carrière de la voiture, ce sont quatre gros freins à tambour qui furent utilisés.
La voiture était maintenue au sol par une suspension avant indépendante et pont de Dion à l'arrière. En 1955 une nouvelle suspension arrière à roues indépendantes fut employée pour améliorer la tenue de route à l'arrière de la voiture.

## Palmarès
L'équipe Bristol détient un palmarès unique dans l'histoire des 24 Heures du Mans. En 1954 et 1955 les trois mêmes équipages finirent aux mêmes places remportant par la même occasion le podium complet de leur classe deux années consécutives. Une Bristol remporta aussi une victoire de classe aux 12h de Reims 1953, en 1954 elles finirent aux 2e, 3e et 4e places de leur classe. À la fin de la carrière de la voiture, les châssis furent détruits, un seul échappa à ce triste destin. Cette seule et unique voiture conservée, est une reconstruction d'époque utilisant les meilleurs pièces des 450. Restaurée à la fin des années 90, cet unique exemplaire est dans les spécifications 1955 et apparait lors de rares événements historiques.

### 24 Heures du Mans
1953
- N°37 Lance Macklin-Peter Whitehead Abandon
- N°38 Tommy Wisdom-Jack Fairman Abandon

1954
- N°33 Jack Fairman-Tommy Wisdom 8e
- N°34 Tommy Line-Mike Keen 9e
- N°35 Peter Wilson-Jim Mayers 7e

1955
- N°32 Jack Fairman-Tommy Wisdom 8e
- N°33 Tommy Line-Mike Keen 9e
- N°34 Peter Wilson-Jim Mayers 7e

### 12 Heures de Reims
1953
- N°22 Lance Macklin-Peter Whitehead Abandon
- N°23 Tommy Wisdom-Jack Fairman 5e

1954
- N°20 Jack Fairman-Tommy Wisdom 12e
- N°21 Tommy Line-Mike Keen 10e
- N°22 Peter Wilson-Jim Mayers 11e